# Ludwig von Weltzien
Peter Friedrich Ludwig von Weltzien (né le 1er avril 1815 à Bockhorn et mort le 16 octobre 1870 à Wiesbaden) est un lieutenant général prussien.

## Biographie
Il est le fils du major oldenbourgeois Maximilian von Weltzien (de) (1776-1852) et de son épouse Johanna, née von Reiche (1789-1847), sœur du général Ludwig von Reiche (de).
Weltzien étudie au lycée Marie de Jever et s'engage le 21 juin 1829 comme volontaire dans le régiment d'infanterie (de) du Grand-duché d'Oldenbourg. Il y est promu sous-lieutenant le 30 décembre 1832 et étudie à l'École générale de guerre de Berlin de 1834 à 1837. Depuis 1836, il est membre du Corps Vandalia Rostock (de) depuis 1837 du Corps Hanseatia Rostock. En 1840, il est transféré à l'état-major de la brigade et est promu premier lieutenant en 1841.
En 1839, il entre dans l'association littéraire et sociale qui vient d'être fondée et participe activement au mouvement de modération alors en plein essor. En 1844, Weltzien devient également chambellan et accompagne le grand-duc Auguste à l'Université de Leipzig en 1846/48. En 1848, il participe à la guerre contre le Danemark comme adjudant de brigade et en 1849 comme capitaine à l'état-major de la division de réserve. Weltzien est alors engagé dans les combats d'avant-postes sur les hauteurs de Düppel, ce qui lui vaudra plus tard la croix de chevalier de l'ordre de Guillaume.
En 1853, il se voit confier les fonctions de major de brigade et de directeur de l'école militaire d'Oldenbourg. En 1855, Weltzien est promu commandant de compagnie et chambellan. Après sa promotion au grade de major, il est commandé le 1er février 1859 pour deux ans en tant que plénipotentiaire militaire auprès de la commission militaire de la Confédération germanique à Francfort-sur-le-Main. Promu à ce titre lieutenant-colonel à la mi-mars 1860, Weltzien est employé comme commandant de bataillon à son retour au service. Le 1er janvier 1862, il est promu colonel et commandant de régiment. Depuis le 30 avril 1865, le général de division Weltzien succède à Wilhelm von Ranzow (de) au commandement du corps des troupes oldenbourgeoise et commandant de la brigade oldenbourgeoise-hanséatique. Au cours de l'année suivante, il dirige cette brigade dans la guerre austro-prussienne en tant que membre de l'armée prussienne du Main contre les alliés autrichiens et combat contre la division badoise lors de la bataille de Werbach. Pour ses réalisations, Weltzien reçoit la croix de commandeur d'honneur de l'ordre du Mérite du duc Pierre-Frédéric-Louis avec épées, ainsi que l'ordre de l'Aigle rouge de 2e classe avec feuilles de chêne et épées du roi de Prusse Guillaume Ier.
Lorsque l'ensemble du contingent fédéral oldenbourgeois passe ensuite dans l'armée prussienne dans le cadre de la convention militaire avec la Prusse, Weltzien est rattaché le 25 septembre 1867 à l'état-major de la 15e division d'infanterie à Cologne. Lieutenant général depuis le 22 mars 1868, Weltzien est chargé le 8 avril 1869 de la direction des affaires de la division. Au début de la guerre contre la France, il est nommé commandant de cette grande unité. Il combat le 18 août lors de la bataille de Saint-Privat. Pendant le siège de Metz, pour lequel Weltzien reçoit la croix de fer de 2e classe, il est tombé malade du typhus. Le chagrin de la mort de son fils unique Peter, tombé volontaire de guerre à Gravelotte, aggrave la maladie dont il meurt le 16 octobre 1870 à Wiesbaden.

## Famille
Le 4 août 1847, Weltzien se marie avec Marianne née Brockhaus (1829-1919), fille du libraire et éditeur Friedrich Brockhaus (de). Le couple a les enfants suivants :
- Peter (1852-1870)
- Helene (1849-1897) mariée en 1872 avec Arnold Woldemar von Frege-Weltzien (de) (1841-1916)
- Elisabeth (1850-1881) mariée en 1872 avec Rudolf Marschall von Bieberstein (1840-1915)

## Travaux
- Kurzer Lebensabriß des Marschalls Moritz von Sachsen und Auszüge aus seinen Betrachtungen über die Kriegskunst, aus einem am 6. Dezember 1865 in der militärischen Gesellschaft zu Oldenburg vom General von Weltzien gehaltenen Vortrage. Oldenburg 1867.
- Militairische Studien aus Oldenburgs Vorzeit und Geschichte des Oldenburgischen Contingents. Oldenburg 1858. (DNB 578298775) Digitalisat der Bibliothèque d'État d'Oldenbourg (de)

## Éditeur
- Der Branntwein-Feind. Oldenburg 1845.
- Memoiren des königlich preußischen Generals der Infanterie Ludwig von Reiche. Herausgegeben von seinem Neffen Louis von Weltzien. 2 Bände, Leipzig 1857, Teil 1, Teil 2